# Perina basalis
Perina basalis är en fjärilsart som beskrevs av Walker 1855. Perina basalis ingår i släktet Perina och familjen tofsspinnare. Inga underarter finns listade i Catalogue of Life.